# سوخارنو
سوخارنو (به صربی: Suharno) یک منطقهٔ مسکونی در صربستان است که در بوجانوواچ واقع شده‌است. سوخارنو ۳۰۹ نفر جمعیت دارد.